# Věrní Númenorejci
Věrní Númenorejci (quenijsky Dúnedain nebo Elendili, adûnajsky Nimruzîrim, oba výrazy znamenající „přátelé elfů“) jsou frakcí ve fiktivním světě J. R. R. Tolkiena. Byli ti z Númenorejců, kteří zůstali věrní vůli Valar po celou historii Númenoru a odklonili se od politiky pozdějších králů, a jejich rivaly se stali Královští Númenorejci.
Jako protistrana se královští muži skládali z většiny lidí, zejména v pozdější části Druhého věku, zatímco Věrní byli mnohem menší a stále více utlačovanou skupinou. Věrní žili většinou na západní straně Númenoru, v regionu Andustar, dokud jim dvacátý třetí král Ar-Gimilzôr nepřikázal přesunout se na východ poblíž Rómenny, aby ukončil jejich kontakt s elfy z Valinoru. Věrní udržovali používání elfích jazyků a vítali elfy z Tol Eressëa ve své zemi, navzdory rostoucímu nepřátelství ze strany Královských. Věrní také stále respektovali a milovali Valar a nepokusili se mluvit proti zákazu, který Valar nastolili proti Númenorejcům plujícím na Západ. Přesto „neunikli utrpení svého lidu“ ohledně strachu ze Smrti, kterou Stín přivedl na všechny Númenorejce, a trápil je osud lidí. Na rozdíl od Královských se však Věrní rozhodli věřit slovům poslů Valar a věřili, že smrt, kterou elfové nazývali Dar lidí, není zlo. Právě touto volbou se nejvíce lišili od většiny obyvatel Númenoru.

## Dějiny

### Počátek
Věrní se stali stranou odlišnou od královských mužů za vlády Tar-Ancalimona, čtrnáctého krále (rok 2251 D.v.), a trvali na dodržování starých zvyků svého lidu. V pozdějších dnech Věrní hledali vedení u pánů Andúnië; Ve velké úctě všemi Númenorejci, lordi Andúnië drželi své spojení s Věrnými v tajnosti po dlouhou dobu, protože si přáli využít svou moc v Králově Radě k tomu, aby krále nasměrovali k moudřejšímu jednání. Přesto se vládci ostrova stávali stále více nepřátelskými vůči všem, kteří byli uznáváni za členy menšinové strany.
Stejně jako Královští, i Věrní se obrátili na východ, a kolonizovali regiony na východě. Usadili se i ve Středozemi, kde založili zejména Pelargir (2350 D.v.), ale na rozdíl od Královských se Věrní nesnažili podrobit si domorodé obyvatelé východních zemí. Kvůli chladu mezi oběma stranami kolonizovali Věrní země na sever a východ od ústí Anduiny, daleko od kolonií královských mužů, které byly jižně a východně od řeky Anduiny. Věrní se také plavili na sever do Lindonu, za svými přátely z řad elfů. Centry Věrných v koloniích se staly kolonie Pelargiru a Vinyalondë (Lond Daer), první kolonie Númenoru, kde se v pozdějších letech usídlilo mnoho Věrných, a které místní kolonisté přijali mezi sebe.

### Pozdní období
Králové Númenoru pohlíželi na Věrné a jejich pokračující přátelství s elfy s rostoucím podezřením. Zakázali používání eldarských jazyků a nakonec přesunuli Věrné na východ ostrova, aby již nemohli komunikovat s těmito "špióny Valar". Králové je dokonce drželi pod dohledem, aby se ujistili, že neprovedou nic podvratného.
Situace Věrných se stala snesitelnější, když se Ar-Gimilzôr, který byl největším nepřítelem Věrných, oženil s Inzilbêth, jednou z Věrných. Jeho syn Tar-Palantir následoval její víru a pokusil se činit pokání z minulých činů králů. Choval se k Věrným laskavě a dovolil jim znovu mluvit elfskými jazyky. To však způsobilo občanské nepokoje, nekrvavé povstání a spory. Jeho dcera Tar-Míriel byla také Věrná a následovala jeho politiku, ale jeho synovec se po jeho smrti zmocnil žezla a prohlásil se za krále Ar-Pharazôna. Tar-Palantirova vláda byla jen malým zlomem v tom, co se stalo stále krutější politikou útlaku.
Ar-Pharazôn nezačal okamžitě obtěžovat Věrné poté, co byl zajištěn u moci - jeho pozornost byla hlavně na Sauronovi, který e neúspěšně pokoušel napadat kolonie Númenorejců a prohlásil se Králem všech Lidí. Když Sauron viděl, že nemůže porazit Númenorejce v boji, rozhodl se je porazit lstí a zničit je zevnitř. Král přivedl Saurona do Númenoru jako rukojmí a tehdy Věrné potkalo to nejhorší z neštěstí.
Netrvalo dlouho a Sauron použil svou moc, aby obrátil srdce většiny Númenórejců ke svým radám, a přelstil některé Númenorejce ke stavbě chrámu ve jménu Melkora, v jeho uctívání, a v obětování lidí ve jménu nového boha. Númenorejci si přirozeně vybírali své oběti pro tyto oběti „nejčastěji z řad Věrných“. Nikdy však neřekli, že zabili Věrné za to, že neuctívali Melkora. Místo toho je Númenorejci obvinili ze spiknutí proti králi a zbytku lidu země. Mezi popravenými nebo obětovanými byli i ti z řad Královských, kteří se opovážili promluvit proti útlaku věrných nebo jejich obětování.

### Zkáza Númenoru
Toto kruté zacházení trvalo několik desetiletí, dokud Ar-Pharazôn nezestárnul a měl velký strach z blížícího se konce svého života. Proto vyslechl Sauronův návrh, aby shromáždil masivní výzbroj a odplul do Amanu, země Valar, aby si zde vydobil věčný život. Když Amandil, poslední pán Andúnië, slyšel tuto zprávu, věděl, že Númenorejci ve válce proti Valar s cílem je zničit a dobýt jejich země, a tak se rozhodl podniknout preventivní plavbu na Západ, aby je požádal o milost a vysvobození od Saurona. Než odešel, poradil svému synovi Elendilovi, aby shromáždil devět lodí a zakotvil je u východního pobřeží Númenoru a počkal, co se bude dít dál. Poté, co odplul na západ, už o Amandilovi nikdo neslyšel, ale když Elendil a jeho synové přijali jeho radu, přežili katastrofální pád Númenoru, který byl výsledkem Ar-Pharazônovy války. Mocný vítr odnesl jejich lodě na východ a smetl je na břehy Středozemě. Tam stoupenci Elendila založili říše Arnor a Gondor. Tato království byla osídlena jak potomky Věrných, tak domorodými Muži Středozemě.

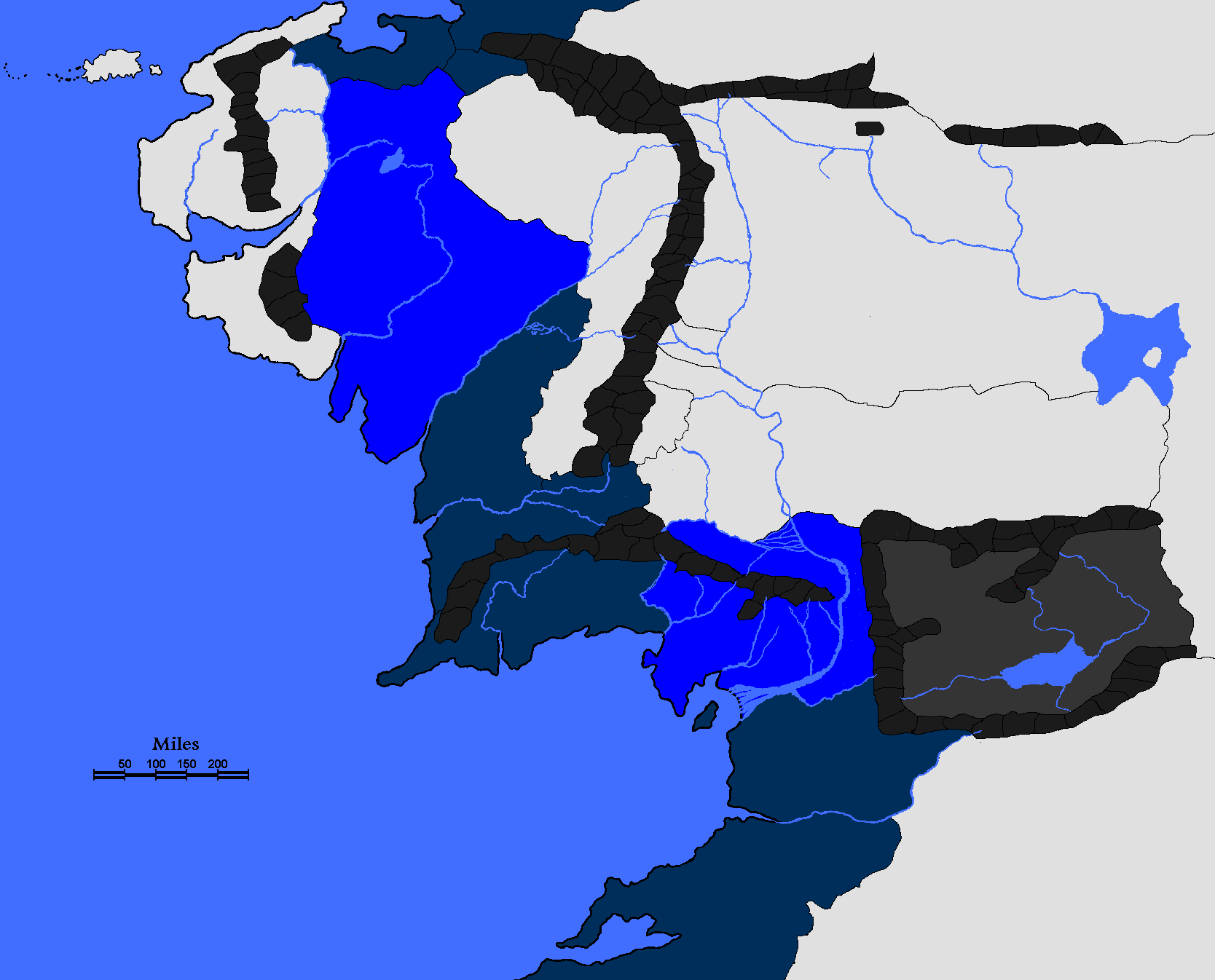
Království Dúnadanů ve vyhnanství (modře) a ostatní kolonie Númenoru (tmavě modře), krátce po zkáze Númenoru. 3320 D.v.

### Po pádu Númenoru
Po zkáze Númenoru založili Elendil a jeho přeživší lid království Gondoru a Arnoru, ke kterým se s hrdostí připojily kolonie Pelargiru, Edhellondu, Lond Ernilu na jihu a kolonie Tharbadu a Vinyalondë na severu, a společně pomohli Elendilovu lidu se usadit v Eriadoru a Gondoru, kde postavili Annúminas, Fornost, Amon Sûl na severu a Osgiliath, Minas Anor a Minas Ithil na jihu. Království Gondoru a Arnoru se ve svém vzniku skládalo z regionů Ithilien, Anorien, Lossarnach, Lebennin, Belfalas a Lamedon v Gondoru, Východních Úvalů (Eastfold) v Calenardhonu a území Arthedainu a Cardolanu na severu, a Věrní Númenorejci byli od té doby známí jako Dúnadani. Ne všechny kolonie Věrných Númenorejců se však připojili do tzv. Království Dúnadanů ve vyhnanství. Ras Morthil, Gobel Tolfalas, Kolonie v Lossothu, Lond Galen, Kolonie v Angmaru a ostatní kolonie Věrných Númenorejců se odmítly připojit do toho království, nebo jejich vzdálenost od království byla příliš velká. Z těchto kolonií Gondor po Válce posledního spojenectví anektoval Ras Morthil, Lond Angren, Lond Enedh a Gobel Tolfalas před první invazí Východňanů. Většina těchto kolonií (kromě Gobel Tolfalas) se v pozdějších letech během vlády Správců Gondoru odtrhla, a podrobila se Gondoru až ve Čtvrtém věku, kdy na jeho trůn nastoupil král Aragorn II. Elessar. Z mnoha Věrných Númenorejců, ať už z řad Gondoru a Arnoru nebo samostatných kolonií, se v průběhu Třetího věku stali Temní Dúnadani. Osud ostatních Věrných Dúnadanů zůstal neznámý.

## Obyvatelstvo a společnost
Věrní Númenorejci udržovali přátelské vztahy s elfy Středozemě a žili v harmonii s místními lidmi, kteří zde žili, až na Gwaithuirimy, lidmi Minhiriathu, Hollinu a Enedwaithu, kteří byli nepřátelští vůči Dúnadanům kvůli kácení lesů, které Númenorejci praktikovali kvůli materiálu na stavbu jejich lodí. Gwaithuirim byli proto označeni Númenorejci jako ''Lidé Temna'' a Dúnadani vůči nim drželi odpor. Mísení se Středními lidmi bylo běžné a tak lidé Eriadoru zcela splynuli mezi Dúnadany.

### Dělení podskupin
Věrní Númenorejci, stejně jako Černí Númenorejci, se po pádu Númenoru taktéž rozdělili na mnoho skupin a podskupin. Na rozdíl od Černých Númenorejců ale proti sobě nebojovali, a naopak spolu spolupracovali, kdykoliv to bylo možné. Výjimkami jsou skupiny Věrných, které opustili Valar, obrátili se proti svým bratrům, nebo podlehli vlivu Černých Númenorejců a zlých lidí. Mezi skupiny Věrných Númenorejců, Dúnadanů, ať už z expandovaných zdrojů nebo od Tolkiena samotného, patří:
Dúnadani ze Severu - Nebo také Dúnadani Arnoru, byli Věrní Númenorejci kteří obývali Eriador, konkrétně území budoucích království Arthedain a Cardolan, a po vzniku Arnorského království měli i malou kolonii v Rhudauru, který byl anektován. Arnorští Dúnadani byli ''elitou'' Království Dúnadanů ve vyhnanství, zatímco Dúnadani z Jihu byli jejich služebníky a jejich země, Gondor, fungovala jako obranná linie proti Mordoru a jeho spojencům, což byl důvod proč Arnor nebyl tak opevněný jako Gondor od svého počátku. To se ukázalo jako fatální chyba, když se na severu Černokněžný král chopil moci v Angmaru a odstartoval války proti Arnoru. 
Gondorští Dúnadani - Nebo také Dúnadani Gondoru, byli Dúnadani obývající území Gondoru, převážně území Ithilienu, Anorienu, Lossarnachu, Lebenninu, Belfalasu a Lamedonu v Gondoru a Východních Úvalů (Eastfold) v Calenardhonu. Tito lidé opevnili Ithilien a řeku Anduinu a byli hlavní obrannou linií Středozemě proti silám Mordoru. Později osídlili celý Calenardhon, postavili Aglarond a Angrenost a byli hlavní bojovou silou Gondoru. V průběhu Třetího věku se ale začali rapidně mísit se Seveřany, převážně Seveřany z Království Rhovanionu, a jejich Númenorská krev, společně s jejich sílou a dlouhým životem, začala upadat. Následná morová epidemie vylidnila Calenardhon téměř do jednoho, a Númenorská krev se udržela pouze v Belfalasu, Anorienu a Ithilienu, který byl později dobyt a vydrancován armádami Mordoru a společně s Osgiliathem, kdysi hlavním městem Gondoru, opuštěn. 
Dúnadani z Jihu - Dúnadani, kteří žili v koloniích Númenoru v Gondoru, Calenardhonu, Angrenu, Enedwaithu a na ostrově Tolfalas. Po vzniku Království Dúnadanů ve vyhnanství se nepřipojili ke Gondoru, byli jím však později anektováni. Společně s mnoha dalšími Dúnadany byli proti mísení Gondorského královského rodu s krví Seveřanů a většina povstala proti Eldacarovi. Po Castamirově vypálení Osgiliathu se ale mnoho z nich obrátilo proti Castamirovi a přeběhlo na stranu Eldacara. Během morové epidemie utrpěli velké ztráty na životech a vnitrozemí jejich území, hlavně v Enedwaithu, bylo vylidněno. Jejich Númenorská krev později začala taktéž upadat a během Války o Prsten byla mnohá území těchto Dúnadanů mimo kontrolu Gondoru. 
Severní Dúnadani - Dúnadani kteří cestovali na sever a kolonizovali podél pobřeží Forodwaithu, Dor-Bendoru a Helkearu. Mezi tyto Dúnadany patřili i Dúnadani Angmaru, kteří spolupracovali s Angmarany v jejich válkách proti Arnoru.
Východní Dúnadani - Dúnadané kteří cestovali na severovýchod podél pobřeží. Pravděpodobně se dostali do kontaktu s elfy Avari na východě, avšak není o nich mnoho známo.
Temní Dúnadani - Dúnadani, kteří opustili Ilúvatara a Valar nebo propadli zlu. Způsobovali nepokoje v Gondoru a obrátili se proti Dúnadanům v Arnoru, než opustili jejich území a stáhli se na jih, sever a východ od Středozemě. Proti Gondoru a Arnoru také bojovali v Angmarských válkách, Občanské válce v Gondoru a později i ve válkem Mezi Gondorem, zeměmi Haradu, Umbarskými a Černými Númenorejci. 
Castamirovi stoupenci - Dúnadani, kteří vytvářeli nepokoje v Gondoru kvůli mísení Númenorejců se Seveřany, a poté pod velením uzurpátora Castamira odstartovali Občanskou válku v Gondoru. Po jejich porážce a smrti Castamira se stáhli na jih a východ mezi Haradské, Černé Númenorejce a jiné zlé lidi.
Gondorští Renegáti - Dúnadani Gondoru, převážně z armády, kteří v následujících letech po občanské válce postupně dezertovali, a přesunuli se na jih, kde spolupracovali se zdejšími lidmi, převážně Haradskými. Po jejich boku také mnoho z nich proti Gondoru bojovalo, a dokonce s nimi splynulo, když přijali jejich náboženství i tradice.

## Geografie
Největší centra Věrných Númenorejců se nacházela v Eriadoru a na území podél řeky Anduiny. Avšak tato místa nebyla jediná, která Věrní Númenorejci osídlili, zatímco Královští se soustředili na země převážně na jih, jihovýchod a východ, Věrní cestovali ke Středozemi, na sever, severovýchod a východ od Královských. Další z jmenovaných kolonií Númenoru, ať už z expandovaných zdrojů nebo od Tolkiena samotného, které byly nebo skončily pod kontrolou Věrných Númenorejců jsou například:
Gobel Tolfalas, Andrast, Linhir, Tarnost, Lond Galen, Lond Enedh, Annon Baran, Kolonie v Lossothu, Kolonie v Angmaru, Illuinské kolonie, Lotanské kolonie, kolonie ve Forodwaithu, Lond Engrim, kolonie v Helkearu, Allimir, Edhellas, Enerond, Faranel, Rhovanduin, Endrist, Ganderch, Mirion, Orchelor a Endroth.